# Talcott Parsons

Talcott Parsons

Talcott Parsons (Colorado Springs (Colorado), 13 december 1902 - München, 8 mei 1979) was een Amerikaanse socioloog en bioloog.

## Leven
Parsons was van protestantse afkomst. Zijn vader was predikant. Hij studeerde via een uitwisselingsproject in Europa. Tijdens deze studie raakte hij erg beïnvloed door Émile Durkheim, Vilfredo Pareto, Max Weber en Alfred Marshall.
In 1927 keerde hij terug naar de VS en werd er docent aan de Harvard-universiteit. Eerst in economie maar in 1931 werd hij ook benoemd tot hoogleraar sociologie. Een van de promovendi uit die tijd was Alfred Chandler. In 1942 werd hij voorzitter van de American Sociological Association.
Hij is vooral bekend van The Social System uit 1951. Daarin beargumenteert hij dat de essentiële eigenschap van de maatschappijen, gezien vanaf biologische organismen, homeostase is (handhavend een stabiele staat), en dat hun delen zich slechts in termen van het geheel kunnen worden begrepen. Met Niklas Luhmann wordt Parsons gerekend tot de grondleggers van de sociale systeemtheorie.

## Werk

### The Structure of Social Action
Dit werk werd in 1937 geschreven en omvat een overzicht van alle verschenen sociologische theorieën. Doel van dit werk is te komen tot een Grand Theory. Hij legt hier dan ook de grondslag voor zijn handelingssysteem dat later volledig uitgewerkt zou worden; Parsons ontwierp een viervoudig classificatie systeem (AGIL), wat staat voor Adaption, Goal attainment, Integration en Latency. Dit systeem was er voor bedoeld om de sociale realiteit te kunnen organiseren en verklaren. Het keert terug in verscheidene werken van Parsons.

### Visie op verandering
Studie van de sociale evolutie (paradigma van evolutionaire verandering). De samenleving bestaat uit verschillende subsystemen, waarvan er steeds bij komen door de evolutie van de samenleving. De nieuwe subsystemen zorgen voor een steeds grotere variatie. Deze variatie zorgt ervoor dat men het zich niet kan veroorloven om vaardigheden verloren te laten gaan, wat ervoor zorgt dat groepen die voordien werden uitgesloten van de samenleving, de kans krijgen om erin opgenomen te worden. Hiertoe dient men de waardesystemen aan te passen.

### Burgerschap
Burgerschap moet een vrijwillige keuze zijn.
Parsons onderzocht waarom zwarten in de VS uitgesloten werden van volwaardig burgerschap. Dit deed hij door een studie te maken van andere groepen, zoals de Joden en de katholieke Ieren. Deze groepen voldeden immers ook niet aan het ideaalbeeld van de VS, maar werden toch als volwaardige burgers beschouwd. De Joden waren opgenomen omwille van hun succes op economisch vlak. De Ieren omdat ze net als de protestanten anticommunistisch waren, wat voor toenadering tussen beide groepen had gezorgd.
Het probleem was echter dat de zwarten als slaven waren ingevoerd in de VS, en dus niet vrijwillig waren gearriveerd, dit zorgde voor een onderscheid met de anderen. Ze werden als inferieur beschouwd en de blanken vreesden dat de natie in niveau zou dalen als de zwarten volwaardig burgerrecht kregen. De oplossing is volgens Parsons dat de zwarten zich opwerken door scholing en zich op deze manier van dit stigma bevrijden.

## Invloed
Parsons was de leermeester van een aantal invloedrijke sociologen, waaronder Robert Bellah en Clifford Geertz. Hoewel hij halverwege de twintigste eeuw een belangrijke wetenschapper was, is zijn invloed op dit moment minder merkbaar. Een reden daarvoor is dat Parsons en andere functionalisten weinig aandacht hadden voor conflicterende belangen in een samenleving en daarnaast dat er in de sociologie een grote scepsis heerst ten opzichte van theorieën die pretenderen alle sociale fenomenen te kunnen verklaren.

## Publicaties
Parsons schreef talloze boeken en artikelen, een selectie:
- 1937. The Structure of Social Action
- 1940. Action, Situation and Normative Pattern
- 1951. The Social System
- 1951. Toward a General Theory of Action. Met Shils en Kluckhohn
- 1953. Working Papers in the Theory of Action. Met Robert F. Bales en Edward A. Shils.
- 1954. Essays in Sociological Theory
- 1955. Family, Socialization and Interaction Process. Met Robert F. Bales en James Olds.
- 1956. Economy and Society. Met N. Smelser
- 1960. Structure and Process in Modern Societies
- 1961. Theories of Society. Met Edward Shils, Kaspar D. Naegele en Jesse R. Pitts
- 1964. Social Structure and Personality
- 1966. Societies: Evolutionary and Comparative Perspectives
- 1967. Sociological Theory and Modern Society
- 1969. Politics and Social Structure
- 1971. The System of Modern Societies
- 1973. The American University. Met Gerald Platt.
- 1977. Social Systems and the Evolution of Action Theory
- 1978. Action Theory and the Human Condition
- 1983. The Structure and Change of the Social System Redactie door Washio Kurata
- 1978. The Theory of Social Action: the Correspondence of Alfred Schutz and Talcott Parsons redactie door R. Gatthoff.
- 1986. Social Science: A Basic National Resource Redactie door S.Z. Klausner & Victor Lidz
- 1991. The Early Essays (essays uit de jaren 1920 en 1930). Redactie door Charles Camic.
- 1993. On National Socialism (essays uit de jaren 1920, 1930 en 1940). Redactie door Uta Gerhardt.
- 2007. American Society: Toward a Theory of Societal Community Redactie door Giuseppe Sciortino. Paradigm ISBN 978-1-59451-227-8.